# Beleg van 's-Hertogenbosch (1603)
Het beleg van 's-Hertogenbosch was een belegering van 's-Hertogenbosch tijdens de Tachtigjarige Oorlog en vond plaats tussen 19 augustus 5 november 1603. Dit beleg was de vierde poging van stadhouder Maurits van Oranje om de stad in te nemen op de Spanjaarden, maar slaagde hier niet in.

## Aanloop
Prins Maurits had in 1601 een laatste poging gedaan om 's-Hertogenbosch militair in te nemen, maar door de komst van een ontzettingsleger van aartshertog Albrecht van Oostenrijk brak hij op 27 november 1601 het beleg op.
Op 20 juni 1603 vertrok het Spaanse garnizoen dat in Den Bosch was gelegerd uit de stad. Na het vernemen van dit nieuws drong stadhouder Maurits bij de Staten-Generaal aan op een nieuw beleg van de stad. Zowel het gewest Holland als raadspensionaris Johan van Oldenbarnevelt vonden een nieuw beleg aanvankelijk te duur, maar later gingen ze alsnog overstag.

## Beleg
Maurits vestigde zijn hoofdkwartier in Kasteel Maurick en bracht zijn leger onder op de heide van Vught. Ook Deuteren werd een belangrijk steunpunt voor het Staatse leger. Het leger werd van de nodige goederen voorzien via Fort Crèvecoeur. Aartshertog Albrecht reageerde snel op het beleg en trok op 4 oktober op naar de stad. Binnen twee dagen bereikte hij Den Dungen en Hintham. Maurits reageerde door de hoeve Pettelaar te bezetten en voorkwam daarmee de Spaanse opmars naar Vught.
Het Bossche stadsbestuur zegde op 1 september de aartshertog en zijn leger militaire doortocht door de stad toe. Het leger trok op naar de nabijgelegen buurtschap De Reut (later Fort Isabella) om de Staatse aanvoerlijnen tussen Vught en Vlijmen te doorbreken. Deze operatie slaagde niet en hierop besloot Maurits om het gebied tussen Hedikhuizen en Vlijmen onder water te zetten. De stadhouder was gedwongen door het inzetten van de winter om het beleg op 5 november op te breken.

## Nasleep
Door het beleg werd 's-Hertogenbosch opnieuw een Spaanse garnizoensstad. De stad kreeg te maken met een inkwartiering van 2.500 soldaten die onder de leiding stonden van baron Anthonie Schetz.